# Algarrobal (Morropón)
Algarrobal es un caserío peruano ubicado en el distrito de Salitral, perteneciente a la provincia de Morropón del departamento de Piura, al norte del Perú. 

## Ubicación
Algarrobal se ubica al sureste de la provincia de Morropón, en el distrito de Salitral, en el departamento de Piura.

## Demografía
En 2017 Algarrobal tenía una población de 209 habitantes.